# Сус (село)
Сус (азерб. Sus) — село в Лачынском районе Азербайджана.

## История

### Период Российской империи
На 1856 год населённый пункт Сус относился к Карачорлинскому минбашеству Зангезурского участка Шемахинской губернии.
На 1886 год село Сус-Забуг входило в состав Джагазурского сельского округа Зангезурского уезда Елизаветпольской губернии.

### Период Азербайджанской ССР
С 1923 по 1929 год Сус входил в состав Курдистанского уезда. После упразднения уезда был включён в состав Лачинского района.

### Современный период
В результате Первой карабахской войны в мае 1992 года село перешло под контроль непризнанной Нагорно-Карабахской Республики, и согласно её административно-территориальному делению, вошло в состав Кашатагского района под названием «Неркин-Сус». Прежнее население было вынуждено покинуть село, которое позже заселили этнические армяне.
После соглашения о прекращении огня в Нагорном Карабахе Лачинский коридор, в котором расположено село, находился под временным военным контролем миротворческого контингента Российской Федерации. 
26 августа 2022 года село полностью перешло под контроль Азербайджана.

## Население

### Период Российской империи
В Кавказском календаре за 1856 год населённый пункт Сус Карачорлинского минбашества Зангезурского участка Шемахинской губернии числился как кочевье, населённое курдами-шиитами с родным языком азербайджанским (в источнике — «татарским»). 
По данным Свода статистических данных о населении Закавказского края, извлеченных из посемейных списков 1886 года, в селе Сус-Забуг Джагазурского сельского округа Зангезурского уезда Елизаветпольской губернии было 53 дыма и проживало 174 курда, исповедовавших ислам шиитского толка. Все жители являлись государственными крестьянами. 
В 1907 году, по данным Кавказского календаря, в селе жило 75 человек, в основном азербайджанцы (в источнике — «татары»).

### Современный период
Во время Второй карабахской войны армянские поселенцы массово покинули село; после подписания соглашения о прекращении огня в ноябре 2020 года в Сусе некоторое время не было постоянного населения.
27 апреля 2024 года Государственным комитетом по работе с беженцами и вынужденными переселенцами Азербайджана была проведена жеребьёвка среди 59 семей, которые будут переселены в село Сус. Было предусмотрено передать построенные в селе новые частные дома вынужденным переселенцам, проживающим во временных поселениях и имеющим постоянную регистрацию в этом селе. На начальном этапе планировалось вернуть в село 20 семей бывших вынужденных переселенцев.
10 мая 2024 года президент Азербайджана Ильхам Алиев встретился с жителями, переселившихся в село.

## Инфраструктура
Построен магистральный водопровод протяжённостью 4,36 км.

## Достопримечательности
Согласно азербайджанским источникам, в Сусе имеется охраняемый государством родник XVII века.